# Airbus A340-500
De A340-500 is een verkeersvliegtuig en is het op een na langste vliegtuig uit de A340-familie, achter de A340-600.
Het toestel biedt plaats aan ongeveer 320 passagiers in een configuratie van drie klassen. Bij een belading van 313 passagiers, kan het toestel een afstand van meer dan 16.000 kilometer afleggen zonder te tanken. Hierdoor is het een zeer geschikt vliegtuig voor maatschappijen die niet de enorme capaciteit van een Boeing 747-400 maar wel weer meer capaciteit dan een Boeing 767 of een Airbus A330 willen. Desondanks is de A340-500 geen denderend verkoopsucces. De A340-500 heeft drie hoofdgestellen die allen zijn uitgerust met vier wielen. De A340-500 wordt aangedreven door vier Rolls-Royce motoren die elk 236 kN stuwkracht leveren. De kleinere versies van de A340 hebben vier motoren van elk 151,2 kN.
De A340-500 werd samen met de grotere A340-600 op de Paris Air Show van 1997 aangekondigd. Nieuw aan de A340-500 was vooral het enorme vliegbereik maar ook een slaapplaats voor het cabinepersoneel. Dit is noodzakelijk op zeer lange vluchten, die soms wel 16 uur kunnen duren. De eerste vlucht van de A340-500 was op 11 februari 2002, gevolgd door de certificatie op 3 december 2002. Begin 2003 werd het eerste toestel afgeleverd aan Air Canada.